# Kurt Traenckner

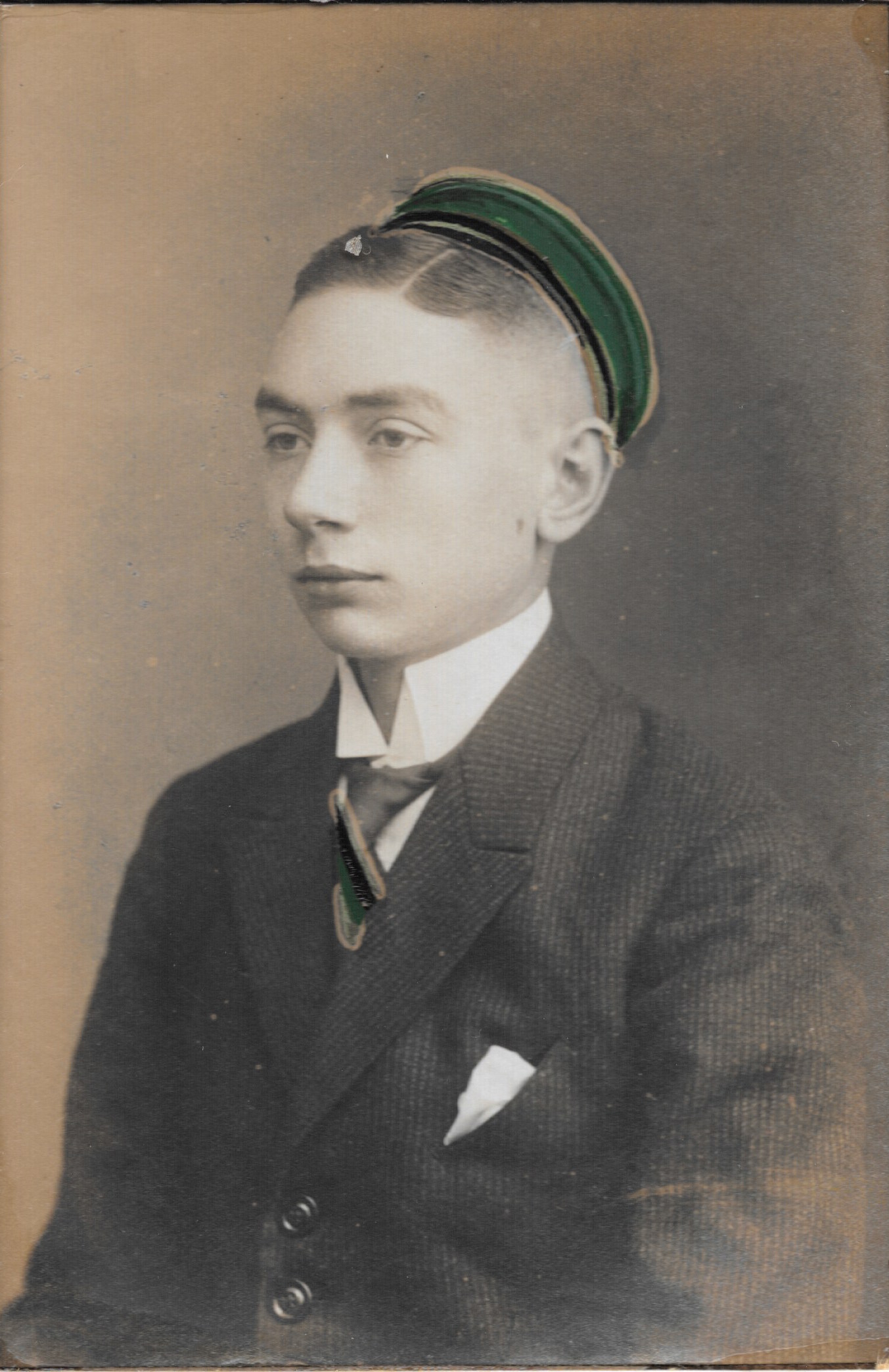
Kurt Traenckner

Kurt Traenckner (* 19. Dezember 1901 in Sachsenburg, heute zu Frankenberg/Sa.; † 2. April 1959 in Essen) war ein deutscher Ingenieur und Manager der Energiewirtschaft. Er leistete bedeutende Beiträge zur Entwicklung der Gaswirtschaft.

## Leben und Werk
Kurt Traenckner war Sohn eines Landesanstaltsinspektors. Er studierte an der Georg-August-Universität Göttingen, der Universität Leipzig und der TH Karlsruhe. 1920 wurde er im Corps Hercynia Göttingen recipiert. 1926 schloss er das Studium als Diplom-Ingenieur ab. In demselben Jahr trat in die Verwaltung der Aktiengesellschaft für Kohleverwertung, Vorläuferin der Ruhrgas AG, ein. 1954 wurde er Mitglied des Vorstands von Ruhrgas.
Mit Wirkung vom 1. Mai 1937 war Traenckner Mitglied der NSDAP; zum Zeitpunkt seines Eintritts war er bei Ruhrgas Prokurist im Bereich Gastechnik. Im Verlauf des Krieges übertrug der NS-Staat Traenckner, der auch der SA und der SS angehörte, Funktionen, die ihm bedeutenden wirtschaftspolitischen Einfluss auf das Gaswesen brachten. Anders als sein Kollege Walther Wunsch, der zu demselben Zeitpunkt in die Partei eintrat, in gleichrangiger Stellung bei Ruhrgas im Bereich Leitungsbau tätig war und wie Traenckner nach dem Kriege als Vorstandsmitglied die Entwicklung des Unternehmens bestimmte, war Traenckner nach einhelliger Auffassung des Entnazifizierungsausschusses überzeugter Nationalsozialist und habe etwa seine SS-Mitgliedschaft demonstrativ zur Schau gestellt. Allerdings attestierte der Ausschuss ihm, aufgrund „seiner Veranlagung nicht zu Verbrechen gegen Recht und Menschlichkeit“ fähig gewesen zu sein und keinen politischen Druck im Unternehmen ausgeübt zu haben. Er wurde deshalb im Spruchkammerverfahren lediglich als „Mitläufer“ eingestuft.
Traenckner gilt als Pionier der deutschen Gaswirtschaft. Er war an der Forschungsgemeinschaft Ruhrgas-Bergbauverein-Demag beteiligt und nach 1945 mit der Betreuung der neu geschaffenen Forschungsstelle der Ruhrgas AG betraut. Durch Bau und Planung von Leitungen und Einrichtungen für Gasreinigung und Gasspeicherung trug er maßgeblich zum Aufstieg der Ruhrgas AG zum führenden Ferngasversorger Deutschlands bei.

## Ehrungen
Für seine Verdienste auf dem Gebiet der Kohleveredlung, insbesondere der Gaserzeugung, verlieh ihm die TH Berlin die Ehrendoktorwürde. Der Deutsche Verein des Gas- und Wasserfaches (DVGW) zeichnete ihn 1959 mit der Bunsen-Pettenkofer-Ehrentafel aus.